# Bistum Anagni-Alatri
Das Bistum Anagni-Alatri (lat.: Dioecesis Anagnina-Alatrina, ital.: Diocesi di Anagni-Alatri) ist eine in Italien gelegene römisch-katholische Diözese mit Sitz in Anagni. 

## Geschichte
Im 5. Jahrhundert wurde das Bistum Anagni errichtet und dem Heiligen Stuhl direkt unterstellt.
Am 30. September 1986 wurde dem Bistum Anagni durch die Kongregation für die Bischöfe mit dem Dekret Instantibus votis das Bistum Alatri angegliedert. 2002 wurde dem Bistum Anagni-Alatri ein Teil des Territoriums der Territorialabtei Subiaco angegliedert.
Am 10. November 2022 verfügte Papst Franziskus die Vereinigung des Bistums Frosinone-Veroli-Ferentino in persona episcopi mit dem Bistum Anagni-Alatri. Bischof der so vereinigten Bistümer wurde der bisherige Bischof von Frosinone-Veroli-Ferentino, Ambrogio Spreafico. Ihm folgte im Juli 2025 Erzbischof Santo Marcianò.